# Lophius vomerinus
Lophius vomerinus är en fiskart som beskrevs av Valenciennes, 1837. Lophius vomerinus ingår i släktet Lophius och familjen marulksfiskar. IUCN kategoriserar arten globalt som nära hotad. Inga underarter finns listade i Catalogue of Life.